# Jüdischer Friedhof (Preußisch Oldendorf)

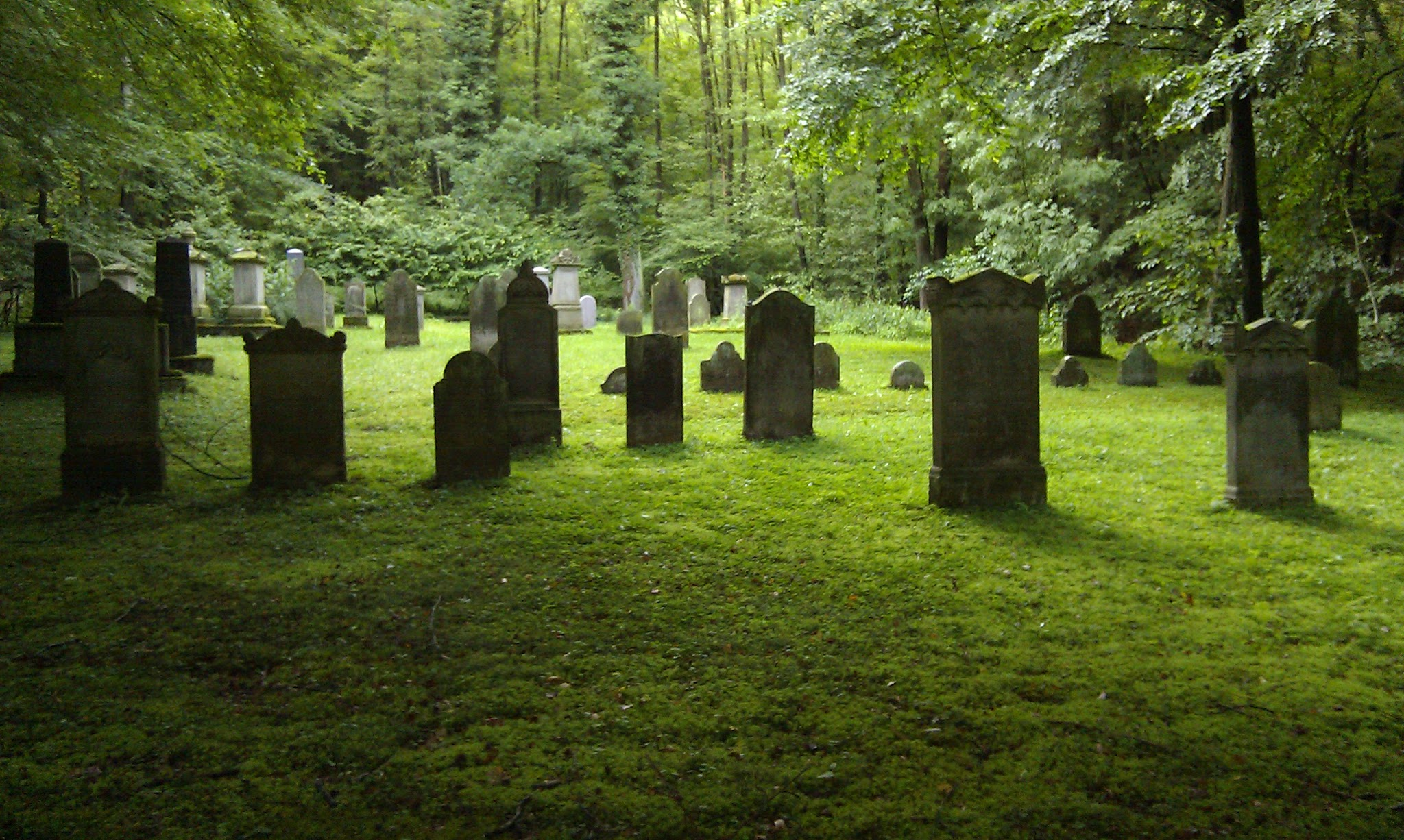
Gräber

Der Jüdische Friedhof Preußisch Oldendorf ist ein jüdischer Friedhof in der nordrhein-westfälischen Stadt Preußisch Oldendorf im Kreis Minden-Lübbecke.
Der Friedhof liegt außerhalb des Ortes in südlicher Richtung in einem Waldgelände am Südhang des Linkenbergs und an der Bergstraße nach Börninghausen. Auf ihm befinden sich 57 Grabsteine.

## Geschichte
Der Friedhof wurde erstmals im Jahr 1740 erwähnt. 1889 wurde er erweitert. Belegt wurde er bis etwa 1910/1920. Im Mai 1987 wurde der Friedhof von Neonazis verwüstet. Dabei wurden 23 Grabsteine zum Teil erheblich beschädigt.